# Fin de Siècle
Fin de Siècle [ˌfɛ̃ dəˈsjɛkl] (in weiterer Schreibweise auch Fin de siècle; frz. für „Ende des Jahrhunderts“; auch Décadence  = „Dekadentismus“) bezeichnet die künstlerischen Strömungen und das Lebensgefühl der letzten zwei Jahrzehnte des 19. Jahrhunderts und im weiteren Sinn der Zeit parallel zur Belle Époque bis zum Beginn des Ersten Weltkriegs 1914.
Die Bezeichnung trägt eine Konnotation mit dem Begriff der Dekadenz und verweist darauf, dass das Fin de siècle eine kulturelle Bewegung war, die den kulturellen Verfall zu ihrem Objekt machte.

## Herkunft des Begriffs
Die Bezeichnung fin de siècle wurde erstmals 1886 in der französischen Zeitschrift Le Décadent erwähnt. 1888 wurde unter diesem Titel ein Lustspiel von Francis de Jouvenot und H. Micard aufgeführt. Im deutschsprachigen Raum veröffentlichte Hermann Bahr im Jahr 1891 einen Novellenband unter diesem Titel.
Obwohl der Begriff in Frankreich geprägt wurde und sich auf ein spezifisch französisches Lebensgefühl jener Zeit bezieht, wird Fin de Siècle auch gesamteuropäisch zur Kennzeichnung der allgemeinen Befindlichkeit vor dem Ersten Weltkrieg verwendet.

## Historisches Umfeld
Die Zeit vor dem Ersten Weltkrieg war von einem Bewusstsein geprägt, dass eine Epoche sich endgültig dem Ende zugeneigt hatte.
Der Positivismus in den Naturwissenschaften und der Naturalismus in der Literatur hatten die Ideologie der Objektivität und eine Stimmung des Fortschritts begünstigt, und die Ingenieurwissenschaften waren auf dem Vormarsch. Sigmund Freud erforschte die Hysterie. Dagegen war die Weltordnung des Ancien Régime mit der Vorherrschaft des Adels im Kern noch mittelalterlich, und das Mittelalter wurde ständig zu deren Rechtfertigung aufgeboten. Die Industrialisierung und die Gewerbefreiheit hatten alte Sozialstrukturen aber stark verändert, die Kirche hatte an Einfluss verloren und ein allgegenwärtiger Nationalismus führte zu Konflikten.
Die Zeit war geprägt von einem Schwanken zwischen Aufbruchsstimmung, Zukunftseuphorie, diffuser Zukunftsangst und Regression, Endzeitstimmung, Lebensüberdruss, Weltschmerz, Faszination von Tod und Vergänglichkeit, Leichtlebigkeit, Frivolität und Dekadenz. Eine allgemeine Krise ergriff die maßgebenden Gesellschaftsschichten, weil Grundwerte des sozialen Lebens gefährdet schienen. Als Überreaktion der europäischen Führungsschichten auf die Krisenerscheinungen und in einer „großen Angst, die unter den Herrschenden umging“, vollzog sich eine kontinuierliche militärische Aufrüstung: „Die Militarisierung nahm eine jeden geschichtlichen Vergleich sprengende Dimension an.“
Für Intellektuelle, Künstler und Literaten wurde ein Gefühl von Ohnmacht charakteristisch, weil sie sich angesichts einer einerseits vom Marktgesetz und anonymen Massen beherrschten Großstadtgesellschaft und andererseits von einer zunehmend von Naturwissenschaften und Technik gezeichneten Welt angezogen und abgestoßen fühlten. Sie flohen in ästhetische Gegenwelten. Eine Subkultur oder Gegenkultur zum bürgerlichen Leben entstand mit den Kultfiguren Bohemien, Dandy, Snob und Femme fatale. Sie verachteten die „Philister“, Spießer und Kleinbürger.

Aus einer Mischung aus Unsicherheit und Überheblichkeit formte sich der Sozialdarwinismus und die von Friedrich Nietzsche vorgebrachte Kritik am bürgerlichen Leben seiner Zeit, gegen das er den Übermenschen auf den Plan rief, was vom Adel teilweise unterstützt wurde. Der Historiker Arno J. Mayer beschrieb dies folgendermaßen: 

„Formeln aus dem Arsenal des Sozialdarwinismus und der Nietzscheschen Philosophie gehörten zwischen 1890 und 1914 in den höheren Sphären von Politik und Gesellschaft zur allgemeinen Weltanschauung. Aufgrund ihrer antidemokratischen, elitären und militanten Tendenz eigneten sie sich vorzüglich als ideologische Hilfsmittel, mit denen die unbeugsam rückwärts gewandten Elemente  der herrschenden und regierenden Klassen ihren tiefwurzelnden und stets regen Antiliberalismus (...) gleichsam erheben, intellektualisieren konnten.“

Der französische Diplomat Arthur de Gobineau hatte in seinem Versuch über die Ungleichheit der Menschenrassen (1853–1855) den Tod des „überlegenen“ Menschen, der weißen Rasse, vorausgesagt. Das Buch, ein Hauptwerk des Rassismus, schließt mit einer pessimistischen Endzeitbeschreibung, die Richard Wagner und einige seiner Anhänger zutiefst beeindruckte: 

„Die Nationen, nein, die menschlichen Herden, in dumpfer Einsamkeit dahindämmernd, werden fortan gefühllos in ihrer Nichtigkeit dahinleben, wie wiederkäuende Büffel in den stehenden Pfützen der pontinischen Sümpfe.“

Ein Stimmungsbild für Deutschland lässt sich in der Geschichte des literarischen Salons des Münchener Verlegerpaares Elsa Bruckmann und Hugo Bruckmann nachzeichnen. Dort hielt zum Beispiel Norbert von Hellingrath, der dem George-Kreis nahestand, 1915 in der Uniform des Weltkriegsteilnehmers Hölderlin-Vorträge, in denen er Hölderlin zum Führer eines geheimen Deutschlands ernannte. In den Gästen dieses Salons, Mitgliedern der kulturellen und intellektuellen Elite, begegneten sich ästhetische Moderne und künftiger Nationalsozialismus.
In Österreich-Ungarn, das vor dem Zusammenbruch stand, kam es in Wien zu einer Blütezeit von Kunst und Literatur, der Wiener Moderne.

## Ausdrucksformen
Das Fin de Siècle fand seinen künstlerischen Ausdruck in vielfältigen und widersprüchlichen Bewegungen. Gegen einen Abbild-Realismus und gegen eine übersteigerte Objektivität wandte sich der Symbolismus zuerst in der Literatur. Ein Vorbild war Paul Verlaines Les poètes maudits. In Anlehnung daran gab es auch einen Symbolismus in der Bildenden Kunst, der von Malern wie Paul Gauguin begründet wurde.
Vor allem in der Gebrauchskunst des Jugendstils, der als Überwindung des übermächtigen Historismus gesehen wurde, zeigte sich eine paradoxe gleichzeitige Hinwendung zum Elitären wie zum Populären. Der Impressionismus wie die Spätromantik in der Musik und die ersten Anfänge der Avantgarden in allen Sparten der Künste sind in der Zeit des Fin de Siècle entstanden.
Claude Debussys Oper Pelléas et Mélisande wird ebenso mit dem Fin de Siècle verbunden wie Rainer Maria Rilkes Dichtung Die Weise von Liebe und Tod des Cornets Christoph Rilke oder das Wiener Secessionsgebäude von Joseph Maria Olbrich.
In Bezug auf die Literatur wird auch von Dekadenzdichtung gesprochen. Sie wird etwa 1910 vom Expressionismus abgelöst.

## Texte
- Wolfgang Asholt, Walter Fähnders (Hrsg.): Fin de siècle. Erzählungen, Gedichte, Essays (= Reclams Universal-Bibliothek. Bd. 8890). Reclam, Stuttgart 1993, ISBN 3-15-008890-9.
- Peter Demetz (Hrsg.): Fin de siècle. Tschechische Novellen und Erzählungen. Mit einem Vorwort von Peter Demetz. Nachwort von Marek Nekula. Deutsche Verlagsanstalt, München 2004, ISBN 3-421-05251-4.
- Francis de Jouvenot: Fin de siècle. Pièce en quatre actes. Ollendorff, Paris, 1888; dt. Neuauflage: Edition Libri, Düsseldorf 2000, ISBN 3-934268-02-1.